# Кане-ан-Руссийон
Кане-ан-Руссийон (фр. Canet-en-Roussillon) — коммуна во Франции, департамент Восточные Пиренеи, регион Окситания. Является административным центром кантона Ла-Кот-саблёз, округ Перпиньян. На 2013 год население коммуны составляло 12 436 человек, Сент-Эстев — вторая коммуна в департаменте по численности. Мэр города — Бернар Дюпон. Коммуна является известным курортом, это ближайшее побережье к городу Перпиньяну.

## Географическое положение
Кане-ан-Руссийон находится на юге Франции на побережье Средиземного моря.

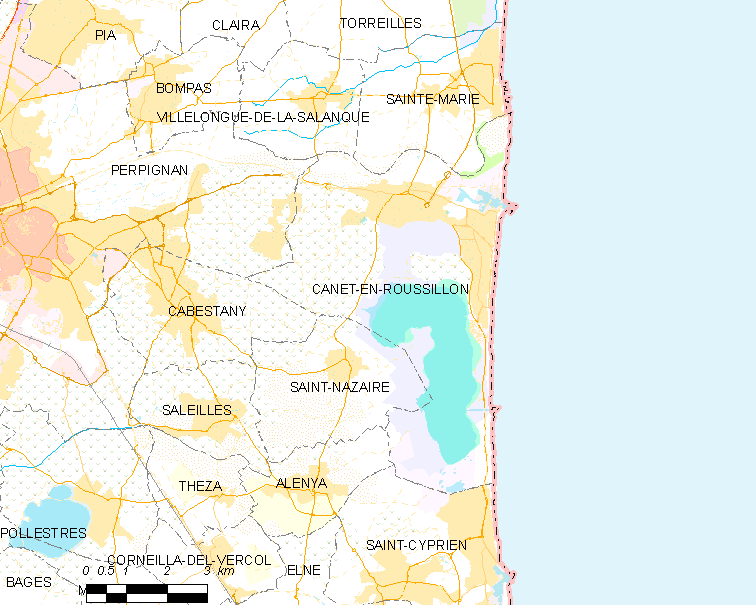
Карта коммуны

## История
В средние века Кане был окружен массивными стенами шириной более 6 метров, в замке было 14 башен. 1 января 1972 года Кане объединилось с коммуной Сен-Назер в Кане-ан-Руссийон-Сен-Назер. 15 ноября 1983 года Сен-Назер был воссоздан, а коммуна вернула название Кане-ан-Руссийон.

## Население

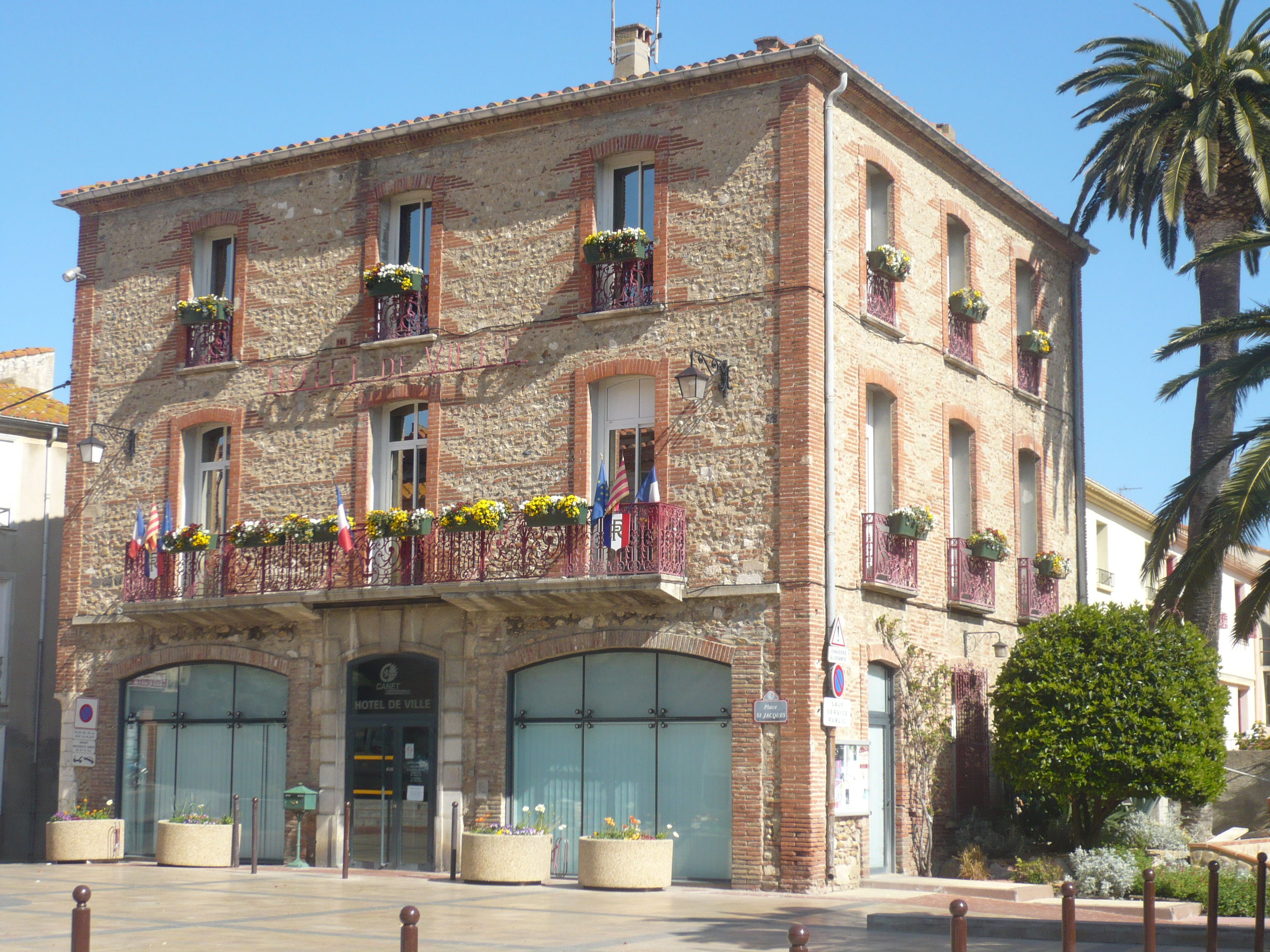
Мэрия Кане-ан-Руссийона

Согласно переписи 2013 года население Кане-ан-Руссийона составляло 12 436 человек (46,5 % мужчин и 53,5 % женщин), в коммуне было 6491 домашних хозяйств, 3603 семей. Население коммуны по возрастному диапазону распределилось следующим образом: 11,7 % — жители младше 14 лет, 12,2 % — между 15 и 29 годами, 15,1 % — от 30 до 44 лет, 19,1 % — от 45 до 59 лет и 41,0 % — в возрасте 60 лет и старше.
Среди 6491 домашних хозяйств 55,5 % составляли семьи: 14,6 % имели детей, 31,7 % были бездетны, 9,2 % составляли семьи с одним родителем. Среди жителей старше 15 лет 48,3 % состояли в браке, 51,7 % — не состояли.
Среди населения старше 15 лет (10227 человек) 33,9 % населения не имели образования или имели только начальное образование или закончили только колледж, 23,4 % — получили аттестат об окончании лицея или закончили полное среднее образование или среднее специальное образование, 19,2 % — закончили сокращённое высшее образование и 23,5 % — получили полное высшее образование.
В 2012 году из 7049 человек трудоспособного возраста (от 15 до 64 лет) 4512 были экономически активными, 2537 — неактивными (показатель активности 64,0 %, в 2007 году — 63,9 %). Из 4512 активных трудоспособных жителей работали 3524 человек (1751 мужчины и 1773 женщины), 988 числились безработными. Среди 2537 трудоспособных неактивных граждан 627 были учениками либо студентами, 1121 — пенсионерами, а ещё 838 — были неактивны в силу других причин. Распределение населения по сферам занятости в коммуне: 0,3 % — сельскохозяйственные работники, 4,5 % — ремесленники, торговцы, руководители предприятий, 5,6 % — работники интеллектуальной сферы, 10,8 % — работники социальной сферы, 13,5 % — государственные служащие, 6,6 % — рабочие и 44,2 — пенсионеры. В 2013 году средний доход на жителя в месяц составлял 1926 €, в год — 23 114 €.
Динамика численности населения:
| Население коммуны в XIX—XXI веках |
| --------------------------------- |
|                                   |